# Mistrovství Evropy v biatlonu 2025
Mistrovství Evropy v biatlonu 2025 probíhalo od 26. ledna do 2. února 2025 v italském Martellu jako vrcholná akce sezóny IBU Cupu 2024/2025 a po mistrovství světa v biatlonu jako druhá nejvýznamnější biatlonová akce tohoto ročníku.

## Program
Na programu mistrovství byly 4 disciplíny. Muži i ženy absolvovali sprinty, stíhací závody, vytrvalostní závody a štafety.
| Den | Datum     | Začátek (SEČ) | Disciplína                | Počet závodníků |
| --- | --------- | ------------- | ------------------------- | --------------- |
| St  | 29. ledna | 10:30         | Vytrvalostní závod (ženy) | 95              |
| St  | 29. ledna | 14:30         | Vytrvalostní závod (muži) | 113             |
| Pá  | 31. ledna | 10:45         | Sprint (ženy)             | 104             |
| Pá  | 31. ledna | 14:15         | Sprint (muži)             | 125             |
| So  | 1. února  | 11:00         | Stíhací závod (ženy)      | 56              |
| So  | 1. února  | 13:45         | Stíhací závod (muži)      | 55              |
| Ne  | 2. února  | 10:45         | Štafeta (ženy)            | 17 štafet       |
| Ne  | 2. února  | 13:45         | Štafeta (muži)            | 21 štafet       |

## Česká účast
Z českých biatlonistek se mistrovství představili mezi ženami Kristýna Otcovská, Tereza Vinklárková, Svatava Mikysková, Aneta Novotná a Veronika Novotná, mezi muži Luděk Abrahám, Mikuláš Karlík, Tomáš Mikyska, Jakub Štvrtecký a Matyáš Martan.
| Závodnice/Závodník | SP  | SZ  | IZ  | ŠT  |
| ------------------ | --- | --- | --- | --- |
| Svatava Mikysková  | 72. | –   | 79. | 12. |
| Aneta Novotná      | 88. | –   | 69. | 12. |
| Veronika Novotná   | 75. | –   | 74. | –   |
| Kristýna Otcovská  | 38. | 46. | 35. | 12. |
| Tereza Vinklárková | 39. | 37. | 39. | 12. |
| Luděk Abrahám      | 76. | –   | 26. | 14. |
| Mikuláš Karlík     | 62. | –   | 82. | 14. |
| Matyáš Martan      | 71. | –   | 63. | 14. |
| Tomáš Mikyska      | 17. | 18. | 10. | 14. |
| Jakub Štvrtecký    | 46. | 50. | 11. | –   |

## Medailisté

### Muži
| Disciplína                 | Zlato                                                                                  | Výkon                             | Stříbro                                                     | Výkon                                                     | Bronz                                                                    | Výkon                                                     |
| Vytrvalostní závod (20 km) | Isak Frey                                                                              | 54:10,7 (1+1+0+0)                 | Fredrik Mühlbacher                                          | 54:42,4 (0+0+0+1)                                         | Emil Nykvist                                                             | 54:57,9 (0+0+0+1)                                         |
| Sprint (10 km)             | Sivert Guttorm Bakken                                                                  | 25:03,6 (0+0)                     | Vetle Sjåstad Christiansen                                  | 25:10,2 (0+0)                                             | Fredrik Mühlbacher                                                       | 25:13,8 (0+0)                                             |
| Stíhací závod (12,5 km)    | Patrick Braunhofer                                                                     | 34:27,2 (0+0+0+0)                 | Isak Frey                                                   | 34:49,9 (0+0+2+0)                                         | Sverre Dahlen Aspenes                                                    | 35:04,7 (1+0+1+2)                                         |
| Štafeta (4×7,5 km)         | NorskoVetle Sjåstad Christiansen Sverre Dahlen Aspenes Sivert Guttorm Bakken Isak Frey | 1:16:00,1 (0+1) (0+0) (0+0) (0+0) | NěmeckoLucas Fratzscher Simon Kaiser Roman Rees David Zobel | 1:18:07,0 (0+0) (1+3) (0+3) (0+0) (0+1) (0+2) (0+0) (0+3) | FrancieThéo Guiraud-Poillot Gaëtan Paturel Oscar Lombardot Rémi Broutier | 1:18:36,3 (0+1) (0+1) (0+2) (1+3) (0+2) (0+2) (0+3) (1+3) |

### Ženy
| Disciplína                 | Zlato                                                                         | Výkon                                         | Stříbro                                                                            | Výkon                                                     | Bronz                                                                             | Výkon                                                     |
| Vytrvalostní závod (15 km) | Johanna Puffová                                                               | 47:06,4 (0+0+0+0)                             | Marlene Fichtnerová                                                                | 47:15,9 (0+0+0+0)                                         | Anna Karin Heijdenbergová                                                         | 47:24,4 (1+1+0+1)                                         |
| Sprint (7,5 km)            | Anna Karin Heijdenbergová                                                     | 21:43,1 (0+0)                                 | Amandine Menginová                                                                 | 22:32,4 (1+0)                                             | Baiba Bendiková                                                                   | 22:32,5 (0+2)                                             |
| Stíhací závod (10 km)      | Baiba Bendiková                                                               | 33:54,4 (0+0+0+3)                             | Anna Karin Heijdenbergová                                                          | 34:10,0 (1+1+1+1)                                         | Linda Zingerleová                                                                 | 34:13,6 (0+1+1+0)                                         |
| Štafeta (4×6 km)           | NěmeckoStefanie Schererová Anna Weidelová Marlene Fichtnerová Johanna Puffová | 1:14:04,2 (0+0) (0+0) (0+0) (0+3) (0+2) (0+1) | FrancieCamille Benedová Sophie Chauveauová Amandine Menginová Gilonne Guigonnatová | 1:14:26,5 (0+0) (0+1) (0+1) (0+2) (0+1) (1+3) (0+1) (0+2) | ItálieRebecca Passlerová Ilaria Scattolová Birgit Schölzhornová Linda Zingerleová | 1:14:45,6 (0+1) (0+1) (0+0) (1+3) (0+0) (0+2) (0+1) (0+2) |